# Thera juniperoides
Thera juniperoides är en fjärilsart som beskrevs av Embrik Strand 1920. Thera juniperoides ingår i släktet Thera och familjen mätare. Inga underarter finns listade i Catalogue of Life.